# Gratin dauphinois
Pour les articles homonymes, voir Gratin et Dauphinois.
Le gratin dauphinois ou pommes de terre à la dauphinoise est un plat gratiné traditionnel de la cuisine française, d'origine dauphinoise (Sud-Est de la France), à base de pommes de terre et de lait. Ce plat est connu en Amérique du Nord comme « au gratin style potatoes » (États-Unis et Canada anglophone) ou « pommes de terre au gratin » (Canada francophone).

## Histoire
Le gratin dauphinois est officiellement mentionné pour la première fois le 12 juillet 1788 (à la veille de la Révolution française) à l'occasion d'un dîner offert aux officiers municipaux de la ville de Gap dans le Dauphiné, par le duc Jules Charles Henri de Clermont-Tonnerre, alors lieutenant général du Dauphiné ; le plat était servi avec des ortolans.
Depuis 2019, il possède une Confrérie du gratin dauphinois à l'initiative des Maîtres restaurateurs de l’Isère, d’Isère Tourisme et de la radio France Bleu Isère.

## Ingrédients
Le choix des pommes de terre joue un rôle dans le goût et la fermeté du plat. 
Les Charlottes donnent un goût légèrement sucré et doux. Les Monalisas sont très bonnes également pour le gratin. Les Amandines permettent d'obtenir un gratin encore plus fondant. L'important est que les pommes de terre soient jaunes et pas trop fermes. Il n'y a ni fromage, ni œufs dans le gratin dauphinois. 
Le gratin est à l'origine préparé avec du lait fermier, un lait riche. De nos jours, il est fréquent d'utiliser un mélange de lait et de crème. 
Le gratin dauphinois est généralement assaisonné avec de l'ail et de la noix de muscade.

## Record
Le record du monde du plus grand gratin dauphinois a été réalisé à Grenoble le 8 octobre 2022 avec une superficie de 23 m² et notamment 1,3 tonne de pommes de terre, 350 litres de crème ainsi que 4 kilos d'ail.